# 민족해방파 (운동권)
민족해방파(民族解放派, National Liberation Faction; NL)는 1980년대 이후 대한민국의 민주화 운동, 진보 운동권에 존재하는 정파이다. 민중민주파의 별명인 "평등파"와 대비하여 자주파(自主派)라고도 한다.
NLPDR 사상을 기반으로 반제국주의와 민족주의를 특징으로 하였다. 그 중 사상의 모본으로 주체사상을 내세운 정파를 주체사상파로 특칭한다.

## 정의
민족해방파는 민중민주파에 비해 마르크스주의에 대해선 상대적으로 미미한 영향을 받았다. 6.3 학생운동의 '서울대'대자보부터 70년대 반 유신 운동, 민청학련 사건 등을 거쳐 10.26에 이르기까지 남한 진보 운동에서 남한침략과 수탈의 본질적 제국주의는 '미국'이었고, 5·18 광주 민주화 운동에 대한 무력진압을 미국이 묵인했다는 인식이 확산되면서 '반미'(反美)로 타켓이 옮겨지게 됐다.
민족해방파(NL)는 민중민주파(PD) 그룹과 대척점에 서 있었다. PD는 NL에 비하여 자본가와 노동자의 계급 결함을 강조하며 마르크스주의 전통에 충실하자는 그룹이다. 민중 민주파는 한국 사회를 신식민지국가독점자본주의 체제로 보면서 민족 결함을 계급 결함의 하위 개념으로 파악했다.

## 이념
민족해방파는 제국주의 대 민중을 대립관계로 보고 모든 투쟁에서 항상 반제반파쇼, 반미 자주화를 외치며 이를 기본적 투쟁으로 설정하였다. 조선로동당의 지도이념인 주체사상을 부분적으로 수용하여 형성된 주체사상파(약칭 '주사파') 정파가 있으며, 다른 정파인 '비주사 NL' 또는 'NL-left'는 주체사상파와는 달리 본래 제헌의회파(CA) 계열이었다.
80년대 민족해방파는 식민지반자본주의라는 한국의 특수한 현실에서 민족 모순이 계급 모순에 우선한다고 보며, 학생 운동 및 변혁 운동의 초점을 반미주의와 남북 문제로 보아 마르크스주의의 제국주의론을 제외한 나머지 것들의 전통과는 아무런 관계가 없다.
민족해방파의 이념은 식민지반자본주의론과 민족해방민중민주주의혁명론이 양축을 이룬다. 이 중 식민지반자본주의론은 현실 모순의 인식이며 민족해방민중민주주의혁명론은 그 모순을 타개하는 방법론이다. 민족해방민중민주주의혁명론에서는 식민지반봉건사회 또는 식민지반자본사회를 민중혁명으로 타파하고 민주주의 제도를 수립할 것을 촉구한다. 민족해방민중민주주의혁명은 제국주의에서 해방되는 민족해방혁명과 계급해방을 달성하는 민중민주주의혁명이 독자적이면서도 통일적인 유기체를 이루는 것이다. 민족해방민중민주주의혁명을 달성하기 위해 반미자주화와 반파쇼민주화, 제국주의에 결속한 대한민국 자본가 세력을 타도하는 의미로서의 남북 통일을 투쟁 노선으로 설정한다.

## 구성
민족해방파 내부에도 다양한 이념적 스펙트럼이 있다. 노동자 계급과 민중에 정치적 무게 중심을 두고 자주, 민주, 통일 이념을 실현하는 쪽도 있고(혁신파 등으로 호칭), 계급투쟁을 경시하고 민족주의를 우선시하는 쪽도 있다.(NL 강경파, 자주단결파 등) 운동권 내부에선 민족해방 계열을 우파, 민중민주 계열을 좌파라 칭하기도 한다.

### 주체사상파
주체사상파(주사파)는 조선민주주의인민공화국의 국가 이념이자 조선로동당의 지도 이념인 주체사상을 신봉하며, 민족해방 계열의 영향력 있는 파벌 중 하나이다.
김영환이 1986년 '강철서신' 시리즈로 배포된 문건에서 `수령론', `품성론' 등 주체사상을 대학가와 노동계에 퍼뜨리면서 주사파가 형성되기 시작했다. 강철서신은 당시 운동권에서 다수를 점하고 있던 NL파 중 다수가 '주사파'로 변신하는 계기를 만들었다.

### 비주사파 민족해방파
주체사상파가 아닌 민족해방파는 '비주사 NL'로 불리면서 민족해방 계열 내에서 좌파를 구성한다. 민족해방좌파라는 의미에서 'NL-left'라고도 불린다. 이들은 본래 1980년대 변혁 운동에서 한 갈래를 차지하며 제헌의회 구성을 주장했던 제헌의회파에 속했으며, 민족해방의 민족해방민중민주주의혁명론과는 달리 '민족민주혁명론(NDR)'을 주장하던 그룹이었다. 이들 가운데 민족해방의 이념인 민족결함우선론에 공감하는 정파가 비주사 민족해방파로 형성된 것이다.

## 조직

#### 민주주의민족통일전국연합
민주주의민족통일전국연합(약칭 전국연합)은 1991년 12월에 결성된 대한민국의 정치단체다. 1989년 1월 결성된 전국민족민주운동연합(전민련)이 내부 논쟁과 정권의 탄압으로 약화되자 여러 재야운동세력이 재결집해 만든 민족민주진영의 단체였다. 전국노동조합협의회(전노협), 전국농민회총연맹, 전국대학생대표자협의회(전대협) 등 14개 운동단체와 13개 지역운동단체 등이 포함돼 있다. 전국연합은 1997년 이후 지도부가 전국연합을 떠나면서 사실상 해소됐다. 2006년 한국진보연대 출범으로 전국연합은 2008년 2월 공식적으로 해산하지만 조직원들은 민주노동당, 통합진보당 등에서 주로 활동을 이어간다.

#### 한국진보연대
한국진보연대는 2007년 대선을 앞두고 민주주의민족통일전국연합(이하 전국연합)의 발전적 해체로 창립되었으며, 진보연대로 줄여 부르기도 한다. 한미 FTA저지, 비정규직 철폐, 평화협정 체결-주한미군 철수, 국가보안법 철폐 등 4대 과제를 내걸고 창립됐다.

## 역사

### 배경과 성립
5·18 민주화 운동을 계급 투쟁으로 해석한 민중민주 계열과 달리 민족해방 계열은 미국이 전두환을 비롯한 신군부 세력을 지지하여 5·18 민주화 운동 폭력 진압을 방관했다고 해석했으며, 미국의 정체를 바로 보자고 주장하며 반미를 강조했다. 민족해방 그룹은 미국과의 심정적 결별과 과학적 학생운동론의 등장 이후, 1985년 말 경에 고려대학교와 서울대학교에서 시작되어 통일 운동에 앞장서면서 학생 운동권의 주류로 등장했다.

### 성장
1980년대 중반 '자민통(자주·민주·통일)' 세력이 민족해방파에 속한다. 이들은 학생 운동에서 주도권을 차지하여 전대협 및 한총련의 주도 세력이 되었고, 재야 정치 세력인 전국연합, 범민련 등을 구성하였다. 1986년부터 1989년까지의 학생운동권 주류는 NL이었다.
1980년대 이래 민중민주파와의 치열한 논쟁을 벌이는데 조직에서 우위를 보이며 학생 운동 전체에서 큰 영향력을 행사했다. 특히 1980년대 후반까지 PD와의 치열한 노선 투쟁을 거치며 이론과 조직 양면에서 학생 운동을 비약적으로 성장시켰다. 학계에서는 사회과학 논쟁인 식반론 대 신식국독자론 논쟁, 일명 '사회구성체논쟁(사구체논쟁)'도 활발하게 진행되어 NL과 PD 양측의 이념적 토대가 되었다.

### 제도권 정당 참여
현실 정치에서는 1987년 대한민국 대통령 선거 이래로, '비판적 지지', '범민주후보론', '당선 가능한 야당지지' 등을 주창하며 기존 야권에 활발히 접근하여 정치적인 연대를 추진한 바 있다. 일부는 기성 정당에 입당하여 제도권 정치에 진출해왔다. 이인영, 우상호, 오영식, 임종석 등 주로 NL세력이 주도권을 쥐고 있던 전대협 출신 간부들도 제도권 정당으로 들어갔다.

### 진보 정당 참여
민주당이 재야의 지원을 받으며 성장하자, 제도권 정당에 참여하지 않은 NL세력이 민주노동당에 집단 입당하여 수적 우위를 바탕으로 다수파가 되었다. 이를 계승한 통합진보당의 해산 이후에는 민중당이나 민중민주당을 창당하여 활동중이다.

## 의의
정치학자 최장집은 민족 해방이라는 파벌을 대한민국 사회의 결함을 파악하는 두 가지 중요한 문제 의식 중 하나로 파악한다. 최장집에 따르면, NL적 문제의식과 PD의 문제 의식은 "강력한 반공 권위주의 국가와 권위주의적 산업화 과정에서 발생한 민주화의 두 의제를 축약"한 것으로, 양대 문제를 민족 문제와 민중 문제로 파악한다면 NL과 PD는 각각 한 쪽을 강조하여 본 것이므로 상호연계성을 되살려 NL-PD의 라는 새로운 이념으로 한국적 '해방의 이념'을 되살릴 수 있다는 의견이다.

## 같이 보기
| - 민족해방민중민주주의혁명론(NLPDR론) - 민중민주파(PD) - 제헌의회파(CA) - 반제국주의 - 민족주의 - 종북주의 | - 범민련 - 전국연합 - 경기동부연합 - 전대협 - 민족민주혁명당 사건 - 이석기 사건 - 김영환 - 일심회 사건 - 민주노동당 분당사태 - 대한민국의 학생운동 |

## 참고자료
- 배영대 (2007년 1월 3일). “학생운동 `80년 광주` 거치며 미국과 결별”. 중앙일보. 2012년 7월 7일에 원본 문서에서 보존된 문서. 2008년 1월 2일에 확인함.